# Sénat de l'Arkansas
Le Sénat de l'Arkansas (en anglais : Arkansas State Senate) est la chambre haute de la législature de l'État américain de l'Arkansas.

## Système électoral
Le Sénat de l'Arkansas est composé de 35 sièges pourvus au scrutin uninominal majoritaire à un tour dans autant de circonscriptions que de sièges à pourvoir, selon un calendrier particulier appelé système de mandat 2-4-4. Cette appellation désigne la façon dont la moitié des membres de la chambre effectue un mandat de deux ans puis deux de quatre ans en l'espace d'une décennie, de telle sorte que le Sénat soit renouvelé par moitié à chaque élection, avant d'être intégralement renouvelés tous les dix ans. 
Les districts représentent environ 76 000 habitants. Les sénateurs ne peuvent effectuer plus de deux mandats successifs.

## Siège
Le Sénat de l'Arkansas siège au Capitole situé à Little Rock.

## Représentation
| Date             | Parti      | Parti        | Parti        | Total |
| Date             | Démocrates | Républicains | Indépendants | Total |
| ---------------- | ---------- | ------------ | ------------ | ----- |
| Date             |            |              |              | Total |
| 9 janvier 2017   | 11         | 24           | 0            | 35    |
| 15 novembre 2017 | 11         | 23           | 1            | 35    |
| 16 novembre 2017 | 11         | 22           | 2            | 35    |
| 14 janvier 2019  | 9          | 26           | 0            | 35    |
| 11 janvier 2021  | 7          | 28           | 0            | 35    |